# Harry George Drickamer
Harry George Drickamer, geboren als Harold George Weidenthal, (* 19. November 1918 in Cleveland, Ohio; † 6. Mai 2002) war ein US-amerikanischer Chemiker (Physikalische Chemie).
Drickamer studierte an der University of Michigan Chemie, mit dem Bachelor-Abschluss 1941 und dem Master-Abschluss 1942. Danach arbeitete er vier Jahre bei der Pan American Refining Corporation in Texas City als Leiter einer Forschungsgruppe. 1946 wurde er bei George Granger Brown mit dem Thema Vapor-Liquid Equilibria in Phenol-Hydrocarbon Systems and Their Application to a Conventional Toluene Unit an der University of Michigan promoviert. Danach wurde er Assistant Professor (ab 1953 Professor) an der University of Illinois, wo er 1955 bis 1958 der Fakultät für Chemieingenieurwesen vorstand. Er war Professor for Chemical Physics and Chemical Engineering. 1989 emeritierte er.
Drickamer betreute über 100 Doktoranden.
Drickamer war ein Pionier in der Anwendung von Hochdruck-Methoden in der Chemie (Pressure Tuning Spectroscopy). Da die chemischen Eigenschaften hauptsächlich durch die äußeren Elektronen bestimmt werden, können hohe Drücke die chemischen, aber auch zum Beispiel die Leitfähigkeitseigenschaften (Metall-Halbleiter-Isolator) ändern. Diese Anwendungen in der Festkörperphysik führten dazu, dass er 1967 den Oliver E. Buckley Condensed Matter Prize der American Physical Society erhielt. In den 1940er Jahren untersuchte er auch den Einfluss hoher Drücke auf die Diffusion.
1987 erhielt er den Welch Award in Chemistry, 1977 den Percy William Bridgman Award, 1947 den Colburn Award des American Institute of Chemical Engineers, 1956 den Ipatieff Preis, 1987 den Peter Debye Award der American Chemical Society, 1986 den Warren K. Lewis Award, 1988 die Elliott-Cresson-Medaille des Franklin Instituts, 1978 den Michelson Morley Award der Case Western Reserve University und 1974 den Irving Langmuir Award in Chemical Physics. 1989 erhielt er die National Medal of Science. 1994 erhielt er einen Ehrendoktor der Russischen Akademie der Wissenschaften, 1996 erhielt er die Goldmedaille des American Institute of Chemists und 1983 deren Chemical Pioneers Award. 1986 erhielt er den Alexander-von-Humboldt-Preis. Er war Mitglied der Royal Society of Chemistry, der National Academy of Sciences, der American Philosophical Society, der American Academy of Arts and Sciences, der American Physical Society, der American Chemical Society, des American Institute of Chemical Engineers und der National Academy of Engineering.
Er war seit 1942 verheiratet und hatte fünf Kinder.